# Josef Schechtman
Josef Schechtman, w Polsce jako Józef Schechtman, (ros. Иосеф Шехтман, hebr. יוסף שכטמן, ur. 25 sierpnia?/6 września 1891 w Odessie, zm. 1970 w Nowym Jorku) – żydowski pisarz, historyk i syjonista rewizjonistyczny. Autor wielu artykułów i książek o historii syjonizmu oraz biografii Ze’ewa Żabotyńskiego, którego był bliskim współpracownikiem. Od 1935 roku przedstawiciel Nowej Organizacji Syjonistycznej w II Rzeczypospolitej, a od 1941 roku działacz rewizjonistyczny i naukowiec w Stanach Zjednoczonych.

## Życiorys

### Młodość
Urodził się w Odessie 6 września 1891 roku, gdzie uczęszczał do szkół. Już w 1905 roku zaangażował się w działalność w kręgach młodzieży syjonistycznej. Rok później był jednym z założycieli Centralnego Komitetu Syjonistycznej Organizacji Szkolnej w Rosji, w której do 1909 roku uważany był za głównego działacza. Uczył się na Uniwersytecie Noworosyjskim w Odessie, gdzie zaczął się uczyć języka ukraińskiego i zetknął się ze studentami zaangażowanymi w ukraiński ruch narodowy. W tym czasie opublikował artykuł w czasopiśmie „Jewrjejskij Mir” (Świat żydowski) w Sankt Petersburgu artykuł o potrzebie nawiązania dialogu żydowsko-ukraińskiego.
Studiował także w Berlinie. Założył tam w 1911 roku organizację Hechawer, która miała kształtować myśl syjonistyczną. W czasie swojego pobytu w Cesarstwie Niemieckim był członkiem zarządu Wschodniożydowskiego Archiwum Historycznego w Berlinie. W 1917 roku powrócił na Ukrainę i opublikował dwie broszury Jewrjej i Ukraincy (Żydzi i Ukraińcy) i Nacjonalnyje dwiżjenija w swabodnoj Rassiji (Ruchy narodowe w wolnej Rosji).

### Działalność syjonistyczna w Europie
W latach 1907–1920 był członkiem Centralnego Komitetu Organizacji Syjonistycznej Ukrainy. W 1917 roku reprezentował także żydowski ruch narodowy w Ukraińskiej Centralnej Radzie i Małej Radzie. W tym samym czasie zasiadał w Radzie Ludowej Republiki Rosyjskiej i Ogólnorosyjskim Kongresie Żydów. W maju 1917 roku był delegatem na 7. Wszechrosyjskiej Konferencji Syjonistów w Sankt Petersburgu. Tam – w ramach grupy aktywistów na rzecz Legionu Żydowskiego – pomagał Władimirowi Żabotyńskiemu w staraniach na rzecz utworzenia tej formacji. W 1918 roku wybrany został do ukraińskiej konstytuanty (Ukraińskie Zgromadzenie Konstytucyjne) i Żydowskiej Rady Narodowej – najwyższego organu żydowskiego reprezentującego ich autonomię na Ukrainie. Od 1919 roku pracował w żydowskim sekretariacie, który był częścią Żydowskiej Rady Narodowej.
W 1920 roku wyjechał ponownie do Berlina, gdzie kolejny raz podjął studia oraz kontynuował działalność syjonistyczną. W 1925 roku był jednym ze współzałożycieli Unii Syjonistów Rewizjonistów w Paryżu. Brał udział w 2., 3., 4., 5., 6., i 7. światowej konferencji Unii. Był także członkiem jej egzekutywy w latach 1926–1932. Z ramienia Unii reprezentował rewizjonistów we Francji, Wielkiej Brytanii i Polsce. W 1932 roku przeniósł się do Warszawy i został redaktorem żydowskiej gazety „Der Moment”. W 1935 roku wraz z Żabotyńskim zadecydował o oderwaniu się od Organizacji Syjonistycznej i założeniu Nowej Organizacji Syjonistycznej. Tak pisał o kongresie założycielskim:

Przez lata syjonizm Żabotyńskiego zrównywał państwo żydowskie w Palestynie z żydowską większością, która miała je zamieszkiwać. Na kongresie w Wiedniu i wiele lat po nim zrewidował ten kurs, kładąc nacisk bardziej na kwestie humanitarne ruchu niż na aspiracje narodowe ... Państwo żydowskie nie jest celem ostatecznym, a jedynie pierwszym etapem wprowadzania w życie wielkiej idei syjonizmu. Następnie dojdzie do powrotu Żydów do ich ojczyzny ... Znaczeniem syjonizmu jest likwidacja diaspory i stopniowa repatriacja Żydów

Został wyznaczony do reprezentowania Nowej Organizacji Syjonistycznej w Polsce oraz do nadzorowania jej relacji z polskim rządem. Laurence Weinbaum pisze, iż dziwnym było wyznaczenie Schechtmana do takiej roli, ponieważ nie znał on języka polskiego w mowie i piśmie, jedynie rozumiał, co do niego mówiono. Skutkowało to w tym, że ciężko mu było nawiązywać ważne i kluczowe relacje w Polsce. Argumentem przemawiającym za tą nominacją były bliskie relacje z Żabotyńskim. 4 lipca 1937 roku, jako przedstawiciel Nowej Organizacji Syjonistycznej, brał udział w konferencji syjonistów rewizjonistów w Czechosłowacji, w Użhorodzie oraz odbył szereg spotkań z reprezentantami rządu czechosłowackiego. W tym samym roku podjął starania na rzecz rozwoju stosunków handlowych pomiędzy państwami europejskimi, między innymi Łotwą i Estonią, a Palestyną. W 1938 roku poparł akcje odwetowe Irgunu w odpowiedzi na powstanie arabskie w Palestynie. Uznał, że nie należy obarczać odpowiedzialnością za ataki na ludność arabską rewizjonistów, ponieważ rewanż w przypadku zbrojnej agresji był uzasadniony. Skrytykował tym samym popieraną przez władze Jiszuwu hawlagę – postawę nawołującą do samopowstrzymywania i braku zbrojnych akcji odwetowych na Arabach. 9 września 1938 przed światowym zjazdem Betaru uhonorował pamięć Szlomo Ben Josefa, który został powieszony przez Brytyjczyków za przeprowadzenia ataku na arabski autobus. Schechtman pisał, że młodzieżowa organizacja rewizjonistów musi stać się godna takiego bojownika, jakim był Ben Josef, nie może poprzestać na masowości ruchu.

### Emigracja do Stanów Zjednoczonych
W 1941 roku wyjechał do Stanów Zjednoczonych. Uznawano go tam za stereotypowego intelektualistę ze Wschodniej Europy. W Stanach kontynuował działalność syjonistyczną. Zajmował się kampanią informacyjną na rzecz przesiedlania uchodźców arabskich poza Palestyną, w innych państwach arabskich. Współpracował między innymi z Bencijjonem Netanjahu (ojcem Binjamina) oraz Me’irem Grossmanem. W latach 1941–1943 pracował jako naukowiec w Instytucie Spraw Żydowskich. Później, w latach 1943–1944 był dyrektorem Biura ds. Migracji Ludności, a w latach 1944–1945 był konsultantem ds. migracji w rządowych strukturach. W tym czasie pełnił funkcję przewodniczącego Unii Syjonistów Rewizjonistów Stanów Zjednoczonych. Kiedy rozwiązano Nową Organizację Syjonistyczną w 1946 roku został wybrany na członka Komitetu Wykonawczego Światowej Organizacji Syjonistycznej (funkcję tę pełnił do 1970 roku). W latach 1963–1965 i 1966–1968 był członkiem Komitetu Wykonawczego Agencji Żydowskiej. Pod koniec życia wycofał się z życia politycznego.

## Publikacje
- (1918). Pod znakiem Palestyny. Kijów (w j. rosyjskim).
- (1927). Les pogromes en Ukraine sous les gouvernments Ukrainiens. Paryż i Londyn (w j. francuskim i angielskim).
- (1927). Wer iz warantwortlich far di jidisze pogromen in Ukraine?. Paryż (w jidysz).
- (1929). Die juedische Irridenta. Paryż (w j. niemieckim).
- (1929). Das revisionistische Aufbauprogramm. Paryż (w j. niemieckim).
- (1932). Pogromy armji ochotniczej. Berlin (w j. rosyjskim).
- (1932). Żydzi w Rosji Sowieckiej. Warszawa (w j. polskim).
- (1932). Rewizjonizm a robotnicy żydowscy w Palestynie. Warszawa (w jidysz).
- (1933). Judenstaatszionismus. Praga i Osjak (w j. niemieckim i serbskim)[1].
- (1944). Jews in German-occupied Soviet territory. New York: Union of Russian Jews.
- (1946). European population transfers, 1939–1945. New York, Oxford University Press., 1891–1970. OCLC=229926
- (1946). The Elimination of German Minorities in Southeastern Europe. N.p, 1946. Print.
- (1949). Population Transfers in Asia. New York: Hallsby Press, Print. OCLC Number: 502265
- (1952). The Arab refugee problem. New York, Philosophical Library.
- (1953). Minorities in the Arab world. Washington.
- (1956). The Vladimir Jabotinsky story. New York, T. Yoseloff. OCLC Number: 2661192 2 volumes
- (1961). On Wings of Eagles: The Plight, Exodus, and Homecoming of Oriental Jewry. New York: T. Yoseloff, 1961. Print. OCLC Number: 1549405 ISBN 0-935437-18-5
- (1961). Fighter and prophet: The Vladimir Jabotinsky story: the last years. New York: Yoseloff.
- (1961). Star in eclipse: Russian Jewry revisited. New York: T. Yoseloff.
- (1962). Postwar Population Transfers in Europe: 1945 – 1955. Philadelphia, Pa: Univ. of Pennsylvania Press, 1962. Print. OCLC Number: 248807362
- (1963). Postwar population transfers in Europe 1945–1955 Philadelphia, University of Pennsylvania Press. OCLC Number: 16738401
- (1964). The refugees in the world; displacement and integration. New York, Barnes. OCLC Number: 487032
- (1964). Fact sheet on Arab refugees. New York: Information Dept., the Jewish Agency – American Section Inc.
- (1965). The Mufti and the Fuehrer; the rise and fall of Haj Amin el-Husseini. New York, T. Yoseloff. OCLC Number: 721185
- (1966). Zionism and Zionists in Soviet Russia: greatness and drama. [New York], Zionist Organization of America. OCLC Number: 894684
- (1966). The United States and the Jewish State movement: the crucial decade, 1939–1949. New York, Herzl Press. OCLC Number: 905103
- (1968). Jordan: A State That Never Was. New York: Cultural Pub. Co, 1968. Print.
- (1969). Arab Terror: Blueprint for Political Murder. New York: Zionist Organization of America, 1969. Print. OCLC Number: 296914
- (1969). Israel Explodes Dir Yassin Blood Libel. New York, N.Y: United Zionists Revisionists of America, 1969. Print.
- (1970). with Yehuda Benari.History of the Revisionist Movement. Tel-Aviv: Hadar, 1970. Print.
- (1971). European population transfers, 1939–1945. New York: Russell & Russell[10].